# Chiesa della Beata Maria Vergine del Monte Carmelo (Adria)
La chiesa della Beata Maria Vergine del Monte Carmelo è la parrocchiale patronale di Ca' Emo, frazione del comune italiano di Adria in provincia di Rovigo. Appartiene al vicariato di Cavarzere della diocesi di Chioggia e la sua storia inizia nel XVIII secolo.

## Storia

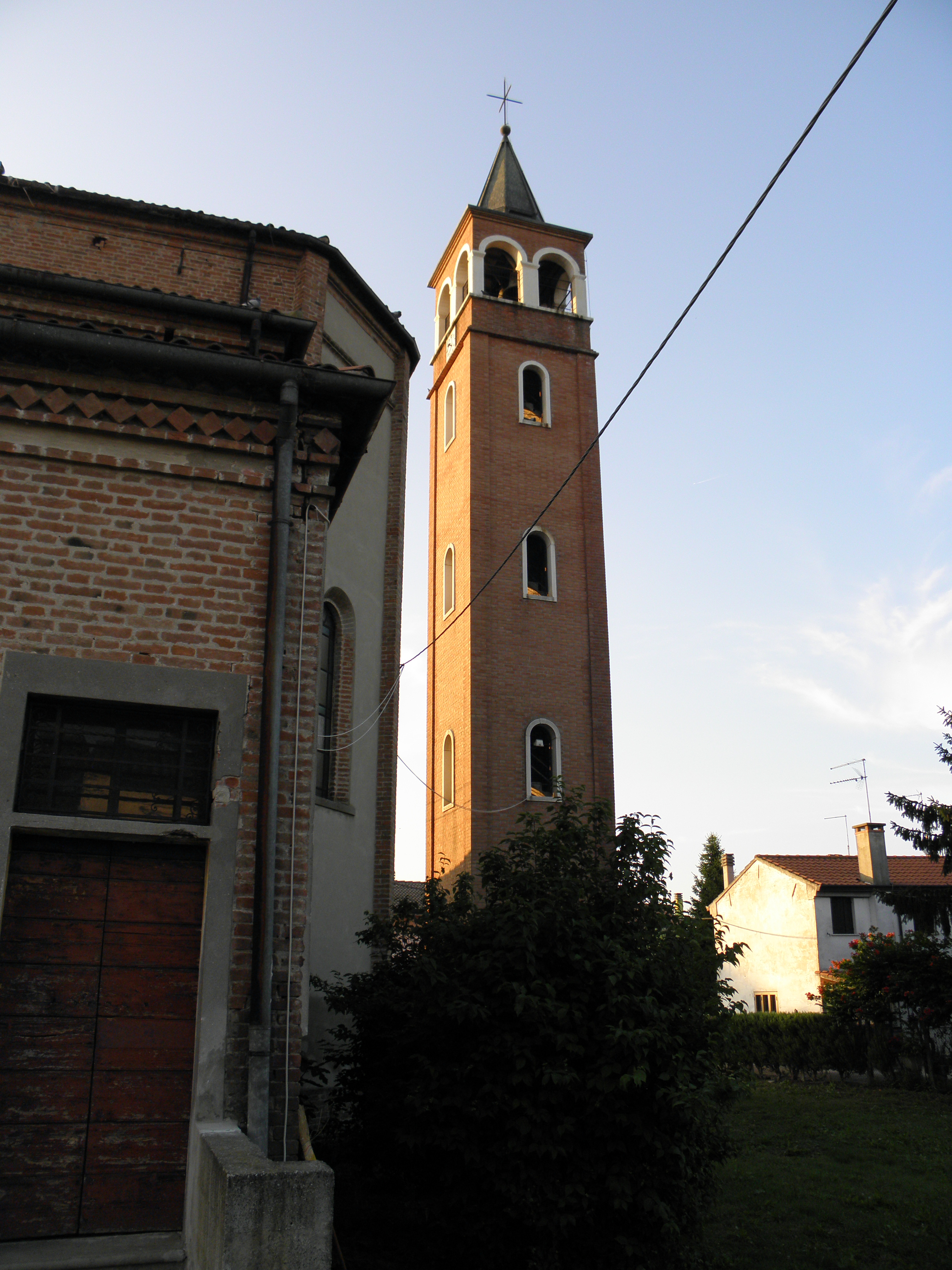
Torre campanaria)

In tempi storici Cà Emo era chiamata Bovina, facendo riferimento ad una delle valli a nord di Adria conosciuta come dei Bovi. Il territorio era frequentemente danneggiato dalle numerose alluvioni provocate dal fiume Po e che continuarono sino al XVII secolo. Quando la Serenissima iniziò le enormi opere di bonifica cominciò poi a vendere alle famiglie nobili veneziane i terreni resi coltivabili. Il territorio prese così il nome di Cà Emo dalla famiglia Emo che ne divenne proprietaria e che era ascritta al patriziato di Venezia sino dal tempo della Serrata del Maggior Consiglio. Subito dopo il loro insediamento gli Emo fecero edificare un piccolo oratorio, che risaliva quindi al XVIII secolo. Il luogo di culto che ci è pervenuto viene datato invece alla fine del XIX secolo e i lavori per la sua erezione vennero ultimati per le strutture più importanti nel 1902, quando ormai si era resa necessaria una chiesa di maggiori dimensioni per poter soddisfare le necessità dei numerosi fedeli. Pochi anni dopo la fine dei lavori, dopo la prima guerra mondiale, venne elevata a dignità di curazia. Occorre aspettare il 1959 per vederla dichiarata chiesa parrocchiale mentre la cerimonia solenne per la sua consacrazione venne celebrata alla presenza del vescovo di Chioggia Alfredo Magarotto nel 1994.

## Descrizione

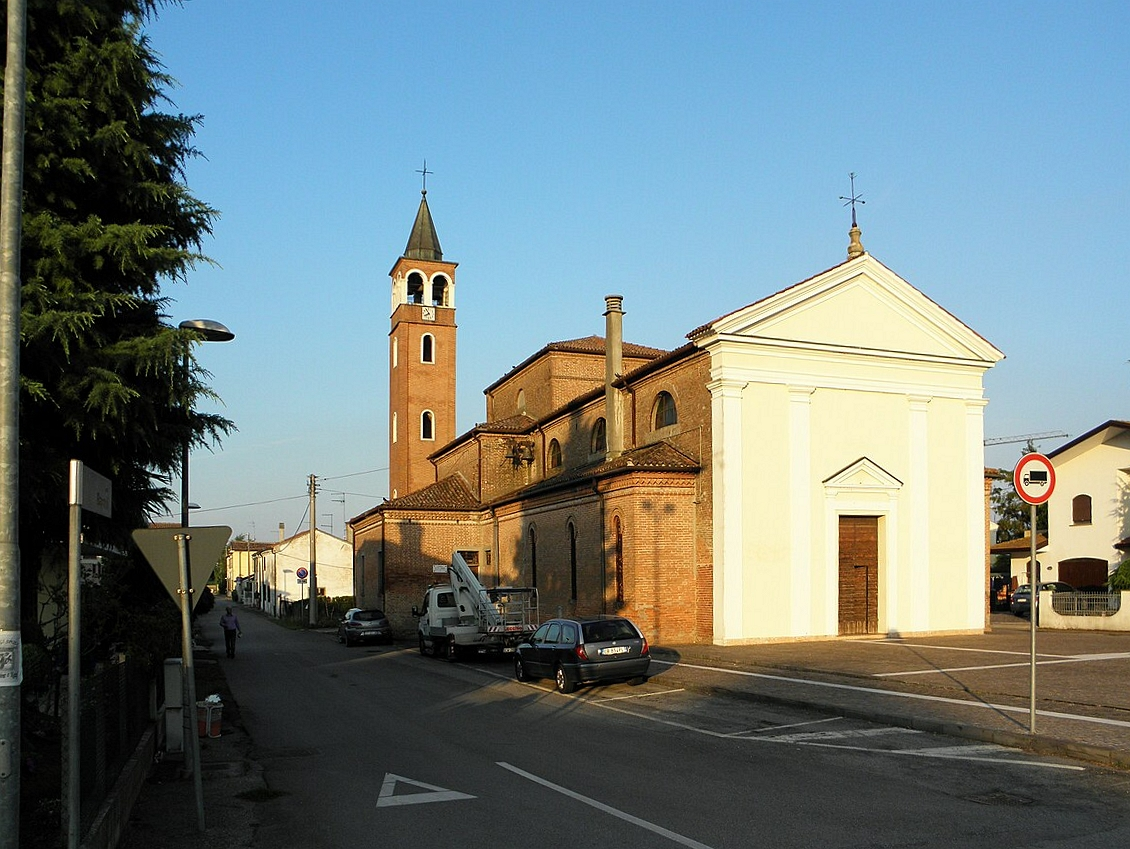
Facciata e prospetto laterale sinistro della chiesa, con l'ampio sagrato anteriore

### Esterni
La chiesa si trova nel piccolo centro abitato di Ca' Emo, frazione di Adria in provincia di Rovigo. Mostra orientamento tradizionale verso est e la semplice facciata a capanna in stile neoclassico è caratterizzata da quattro grandi lesene di ordine dorico che reggono il frontone timpanato triangolare con una piccola croce in metallo posta al suo vertice. Il portale di accesso è architravato ed ornato da un piccolo frontone triangolare. La facciata è rifinita ad intonaco mentre il resto della struttura è in mattoni di laterizio a vista. Nei prospetti laterali sono poste finestre a lunetta che portano luce alla sala.  La copertura del tetto a due falde è in coppi di laterizio. La torre campanaria si trova in posizione arretrata sulla sinistra e le facciate del suo fusto hanno grandi finestre con arco a tutto sesto. La cella campanaria si apre con quattro coppie di finestre a monofora con cornice marmorea ed è sormontata dalla cuspide a forma di piramide ottagonale.

### Interni
La navata interna è unica ed ampliata da quattro cappelle laterali, ognuna dotata del proprio altare. Attraverso l'arco santo si accede al presbiterio leggermente rialzato. L'abside ha pianta rettangolare e le sue due pareti laterali sono ornate da archi disposti su due ordini. Il fonte battesimale è posto in una cappella a sinistra. La luce nella sala arriva dalle finestre a lunetta delle fiancate e dalle due grandi finestre a monofora absidali. La pavimentazione è data da marmo bianco e rosso in piastre quadrate. Nella sala, sulla parete laterale di sinistra, si conserva un pulpito ligneo senza scaletta di accesso. L'adeguamento liturgico è stato realizzato tra il 1990 e il 1994 con la posa della mensa rivolta al popolo in marmo rosso di Verona l'altare maggiore precedente.